# Lucille Love, Girl of Mystery
Lucille Love, Girl of Mystery er en amerikansk stumfilm fra 1914 af Francis Ford.

## Medvirkende
- Grace Cunard som Lucille Love
- Francis Ford som Loubeque / Hugo
- Harry Schumm som Gibson
- Ernest Shields som Thompson
- Edgar Keller som Sumpter